# Departamentul Magaria
Departamentul Magaria este un departament din  regiunea Zinder, Niger, cu o populație de 496.874 locuitori (2001).